# كريس ويلكنسون
كريس ويلكنسون (بالإنجليزية: Chris Wilkinson)‏ مواليد 5 يناير 1970 في ساوثهامبتون، هو لاعب كرة مضرب إنجليزي سابق بدأ مسيرته كمحترف سنة 1989 وكان يلعب باليد اليمنى، اعتزل اللعب في 1999. أعلى تصنيف له في الفردي كان المركز الـ 114 في سنة 1993. سبق أن شارك في دورة الألعاب الأولمبية الصيفية. مثل بريطانيا العظمى في بطولة العالم في جميع الفئات العمرية الصغرى.

## روابط خارجية
- كريس ويلكنسون على موقع رابطة محترفي التنس (الإنجليزية)
- كريس ويلكنسون على موقع الاتحاد الدولي لكرة المضرب (الإنجليزية)
- كريس ويلكنسون على موقع كأس ديفيز (الإنجليزية)
- كريس ويلكنسون على موقع خلاصة التنس.كوم (الإنجليزية)
- كريس ويلكنسون على موقع إي إس بي إن.كوم (الإنجليزية)
- كريس ويلكنسون على موقع أوليمبيديا (الإنجليزية)